# Dzierzba zmienna
Dzierzba zmienna (Lanius schach) – gatunek średniej wielkości ptaka z rodziny dzierzb (Laniidae). W dziewięciu podgatunkach występuje w środkowej, południowej i południowo-wschodniej Azji oraz na Nowej Gwinei. Nie jest zagrożony wyginięciem.

## Taksonomia
Po raz pierwszy gatunek opisał Karol Linneusz w 1758 w Systema Naturae. Nowemu gatunkowi nadał nazwę Lanius schach, podtrzymywaną obecnie (2020) przez Międzynarodowy Komitet Ornitologiczny (IOC). Holotyp pochodził z Chin, dokładniej prowincji Guangdong. Epitet gatunkowy schach jest przekształceniem onomatopei Scack, jaką dzierzbę zmienną określił w 1757 szwedzki przyrodnik Pehr Osbeck. Dawniejsi autorzy klasyfikowali dzierzbę zmienną jako jeden gatunek wraz z dzierzbą szarogrzbietą (L. tephronotus), na przykład w Check-list of birds of the world (1960). Klasyfikacja podgatunków sporna. Autorzy HBW wyróżniają ich 9, podobnie jak IOC. Przedstawiciele podgatunku L. s. stresemanni z Nowej Gwinei różnią się morfologią i upierzeniem od azjatyckich form, do tego są geograficznie wyizolowani; zalecane są badania taksonomiczne nad tym podgatunkiem. Melanistyczna forma z południowo-wschodnich Chin i Hajnanu opisywana była jako L. s. fuscatus, jednak ten podgatunek nie jest uznawany.

## Podgatunki i zasięg występowania
BirdLife International szacuje zasięg występowania dzierzby zmiennej na 33 mln km². IOC wyróżnia następujące podgatunki:
- dzierzba hinduska[9] (L. s. erythronotus (Vigors, 1831)) – południowo-centralny Kazachstan (na północnym wschodzie kraju w 2016 stwierdzono lęgi), południowy Uzbekistan, wschodni Turkmenistan, Kirgistan, Tadżykistan, północno-centralny i wschodni Afganistan, Pakistan (z wyjątkiem południowego zachodu) na wschód po północne i północno-centralne Indie; prawdopodobnie również północno-wschodni Iran[5]
- L. s. caniceps Blyth, 1846 – północno-centralna oraz leżąca na półwyspie część Indii, północny Cejlon[5]
- dzierzba czarnogłowa[9] (L. s. tricolor Hodgson, 1837) – Nepal i wschodnie Indie na wschód po Mjanmę, południowe Chiny (południowy Tybet, Junnan), północny Laos i północna Tajlandia[5]
- dzierzba zmienna[9] (L. s. schach Linnaeus, 1758) – centralne, południowe i południowo-wschodnie Chiny (w tym Hajnan), Tajwan i północny Wietnam (Tonkin i tereny określane dawniej jako Annam)[5]
- L. s. longicaudatus Ogilvie-Grant, 1902 – centralna, południowo-wschodnia i południowa Tajlandia, południowy Laos i prawdopodobnie południowa Mjanma (Taninthayi)[5]
- dzierzba sundajska[9] (L. s. bentet Horsfield, 1821) – południowa część Półwyspu Malajskiego, Sumatra, Jawa, południowo-wschodnie Borneo, Bali i Małe Wyspy Sundajskie na wschód po Timor i Sermatę[5]
- dzierzba filipińska[9] (L. s. nasutus Scopoli, 1786) – Filipiny, z wyjątkiem Palawanu i Archipelagu Sulu, oraz północno-wschodnie Borneo[5]
- L. s. suluensis (Mearns, 1905) – część Archipelagu Sulu (wyspa Jolo)
- L. s. stresemanni Mertens, 1923 – wschodnia Nowa Gwinea (półwysep Huon i przyległy interior, południowe zbocza gór w południowo-wschodniej części wyspy)[5]

Dzierzby zmienne wymarły na Sertung i Rakata, wulkanicznych wyspach z grupy Krakatau. Pierwszy raz odnotowano je tam w 1908, były dość pospolite w 1919 i 1920. W czerwcu 1932 miała miejsce erupcja Anak Krakatau, przez kolejne dwa lata prowadzono wyprawy badawcze celem ustalenia wpływu erupcji na wyspy. Do 1933 całkowicie pokryły się lasem; dzierzb zmiennych nie odnotowano.

## Morfologia
Długość ciała wynosi 20–25 cm, masa ciała 50–53 g u przedstawicieli podgatunku nominatywnego, 33–42 g u dzierzb hinduskich. Dzierzby zmienne są stosunkowo duże, dymorfizm płciowy w upierzeniu znikomy. Występuje wyraźne zróżnicowanie między ptakami poszczególnych podgatunków; podzielić je można na ptaki o czarnej głowie i o czarnej masce.
W grupie dzierzb zmiennych o czarnej masce znajdują się ptaki podgatunku nominatywnego, L. s. caniceps oraz dzierzby hinduskie. Czarny pas ciągnie się od czoła przynajmniej do okolic oka, kantarek i pokrywy uszne również są czarne. Maskę od popielatego oddziela cienka, biaława brew. Popielata barwa ciemienia, karku i płaszcza stopniowo w tył przechodzi w kolor od rdzawobrązowego do płowego na grzbiecie i kuprze. Skrzydła czarne, u nasady lotek I rzędu występuje biała plamka. Lotki II rzędu obrzeżone płowo, podobnie jak lotki III rzędu, jednak z szerszymi płowymi końcówkami. Pióra rosnące wzdłuż kości łokciowej białe. Sterówki czarne, zewnętrzne krawędzie ogona od jasnopłowych po białe. Spód ciała od białego po brudnobiały, z rdzawobrązowym nalotem. Dziób czarny, jasny u nasady żuchwy (u samicy dziób bardziej brązowy), tęczówka ciemnobrązowa. Do dzierzb zmiennych o czarnej głowie należą dzierzby filipińskie, czarnogłowe, przedstawiciele L. s. suluensis i L. s. stresemanni; dzierzby sundajskie cechuje pośredni wygląd. U dzierzb zmiennych tej grupy górna połowa głowy jest czarna. Grzbiet rdzawobrązowy, czerwonawy. Lotki II i III rzędu zakończone rdzawobrązowo, w kolorze podobnym do koloru piór na grzbiecie. Krawędzie sterówek rdzawopłowe. Przedstawiciele melanistycznej formy „fuscatus”, niebędącej odrębnym podgatunkiem, wyróżniają się czarniawym upierzeniem z szarordzawym kuprem i okolicami kloaki.

## Ekologia i zachowanie
Dzierzby zmienne zamieszkują różnorodne środowiska – półpustynie, stepy, otwarte trawiaste tereny (również z porozrzucanymi krzewami), zarośla wierzbowe, niekiedy i lasy wiecznie zielone, obszary upraw (w tym ryżu), ogrody, parki, sady, mokradła, trzcinowiska i skupiska wysokich traw. Na Nowej Gwinei występują na wysokości 400–2650 m n.p.m., w ogrodach i na wyżynnych terenach trawiastych. W Nepalu odnotowywane od 300 do 3100 m n.p.m., głównie między 1500 a 2700 m n.p.m., w Kazachstanie do 1000–1500 m n.p.m. Ogółem dzierzby zmienne występują od nizin do około 4300 m n.p.m. (w Himalajach). Zachowują się głośno, zaczepnie, są łatwe do zauważenia. Zwykle przebywają samotnie. Pożywieniem dzierzb zmiennych są głównie stawonogi i kręgowce; z owadów jedzą między innymi prostoskrzydłe, motyle, błonkówki, chrząszcze, modliszki, ważki i pluskwiaki, z kręgowców natomiast ryby, płazy bezogonowe, pisklęta i jaszczurki. W południowych Chinach dzierzby zmienne bywają aktywne nocą, łapią wówczas kraby prowadzące nocny tryb życia.

### Lęgi

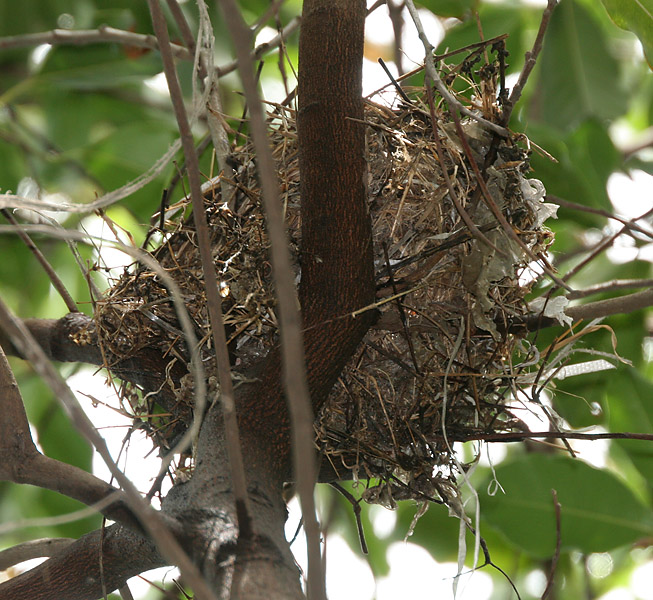
Gniazdo dzierzby zmiennej

Okres składania jaj w północnej i centralnej części zasięgu trwa od końca marca do lipca – głównie w kwietniu i w maju. Na Półwyspie Malajskim zniesienia stwierdzano w lutym, od czerwca do września oraz w grudniu. Okres lęgowy na Filipinach trwa od marca do czerwca, na Nowej Gwinei od czerwca do listopada. Gniazdo przypomina kształtem kubek, dokładna jego struktura jest zmienna w zależności od podgatunku ptaka. Na budulec składają się cierniste gałęzie, trawy, liście bambusa, mchy, korzenie, delikatna kora i wykonane przez człowieka materiały, zaś na wyściółkę miękkie trawy. W Azji Środkowej i Indiach stwierdzano gniazda 1,5–10 m nad ziemią. Budowane są na krzewach, akacjach i innych ciernistych drzewach, topolach, drzewkach owocowych i iglastych lub nisko wśród jeżyn, pnączy lub w szuwarach. Zniesienie liczy zazwyczaj 3–4 jaja, ogółem od 2 do 6 (7 i 8 w Azji Środkowej). Wielkość zniesienia maleje wraz z szerokością geograficzną – najmniejszą liczbę jaj w lęgu stwierdzano na Nowej Gwinei. Inkubacja trwa 13–16 dni, w niewoli zaobserwowano wysiadywanie przez 18 dni. Młode są w pełni opierzone po 14–19 dniach życia.

## Status
IUCN uznaje dzierzbę zmienną za gatunek najmniejszej troski (LC, Least Concern) nieprzerwanie od 1988 (stan w 2020). BirdLife International ocenia trend populacji jako nieznany ze względu na trudność jego wyznaczenia – w populacji dzierzby zmiennej zachodzą lokalne spadki i wzrosty liczebności. W 2015 dzierzba zmienna miała w Chinach lokalny status gatunku najmniejszej troski.